# Los Valles (Veraguas)
Los Valles es un corregimiento del distrito de Cañazas en la provincia de Veraguas, República de Panamá. La localidad tiene 1.200 habitantes (2010).